# Gian Maria Volonté
Gian Maria Volonté (Milão, 9 de abril de 1933 – Florina, 6 de dezembro de 1994), foi um ator italiano.

## Vida
Foi um ator e ativista italiano, lembrado por sua versatilidade como artista, suas tendências esquerdistas francas, e temperamento explosivo dentro e fora da tela. Ele é talvez mais famoso fora da Itália por seus papéis em quatro filmes Spaghetti Western: de Sergio Leone: A Fistful of Dollars (1964) e For a Few Dollars More (1965), de Damiano Damiani: A Bullet for the General (1966) e de Sergio Sollima: Face to Face (1967).
Na Itália e em grande parte da Europa, ele se destacou por seus papéis em dramas sociais de alto perfil retratando as agitações políticas e sociais da sociedade italiana e europeia nas décadas de 1960 e 1970, incluindo quatro filmes dirigidos por Elio Petri –  We Still Kill the Old Way (1967), Investigation of a Citizen Above Suspicion (1970), The Working Class Goes to Heaven (1971) e Todo modo (1976). Ele também é reconhecido por suas atuações em Le Cercle Rouge (1970) de Jean-Pierre Melville, Sacco & Vanzetti (1971) de Giuliano Montaldo e Christ Stopped at Eboli de Francesco Rosi.(1979).
Entre outros prêmios, Volonté ganhou dois prêmios David di Donatello e três prêmios Nastro d'Argento . Ele ganhou o prêmio de Melhor Ator no 36º Festival de Cinema de Cannes por The Death of Mario Ricci (1983) e o Urso de Prata no 37º Festival Internacional de Cinema de Berlim por The Moro Affair (1986). O diretor Francisco Rosi disse que "roubou a alma de seus personagens".

## Principais filmes
- 1960 - Sotto dieci bandiere
- 1961 - A Moça com a Valise (La Ragazza Con La Valigia)
- 1961 - A cavallo della tigre
- 1962 - 4 Dias de Rebelião (Le 4 Giornate di Napoli)
- 1964 - Por um punhado de dólares (Per Un Pugno di Dollari)
- 1965 - Por uns doláres a mais (Per qualche dollaro in più)
- 1965 - O Magnífico Traído (Il Magnifico Cornuto)
- 1966 - O Incrível Exército de Brancaleone (L'armata Brancaleone)
- 1966 - Gringo (Quien Sabe?) (A Bullet For The General)
- 1967 - Quando os Brutos se Defrontam (Faccia a faccia)
- 1970 - O Circulo Vermelho (Le Cercle Rouge)
- 1970 - Investigação Sobre um Cidadão Acima de Qualquer Suspeita (Indagine su un cittadino al di sopra di ogni sospetto)
- 1971 - Sacco e Vanzetti
- 1972 - O Atentado
- 1972 - O Caso Mattei
- 1972 - A Classe Operária vai ao Paraíso
- 1973 - Lucky Luciano - O Imperador da Máfia (Lucky Luciano)
- 1973 - Giordano Bruno (Giordano Bruno)
- 1979 - Cristo si è fermato a Eboli
- 1980 - A Dama das Camelias (La Dame Aux Camelias)
- 1987 - Cronica de Uma Morte Anunciada (Chronicle Of A Death Foretold)
- 1988 - O Caso Aldo Moro (Il Caso Moro)
- 1988 - A Obra em Negro (L'Oeuvre Au Noir)
- 1990 - As Portas da Justiça (Porte Aberte)